# Atletisme als Jocs Olímpics d'Estiu de 1912 - 1.500 metres masculins

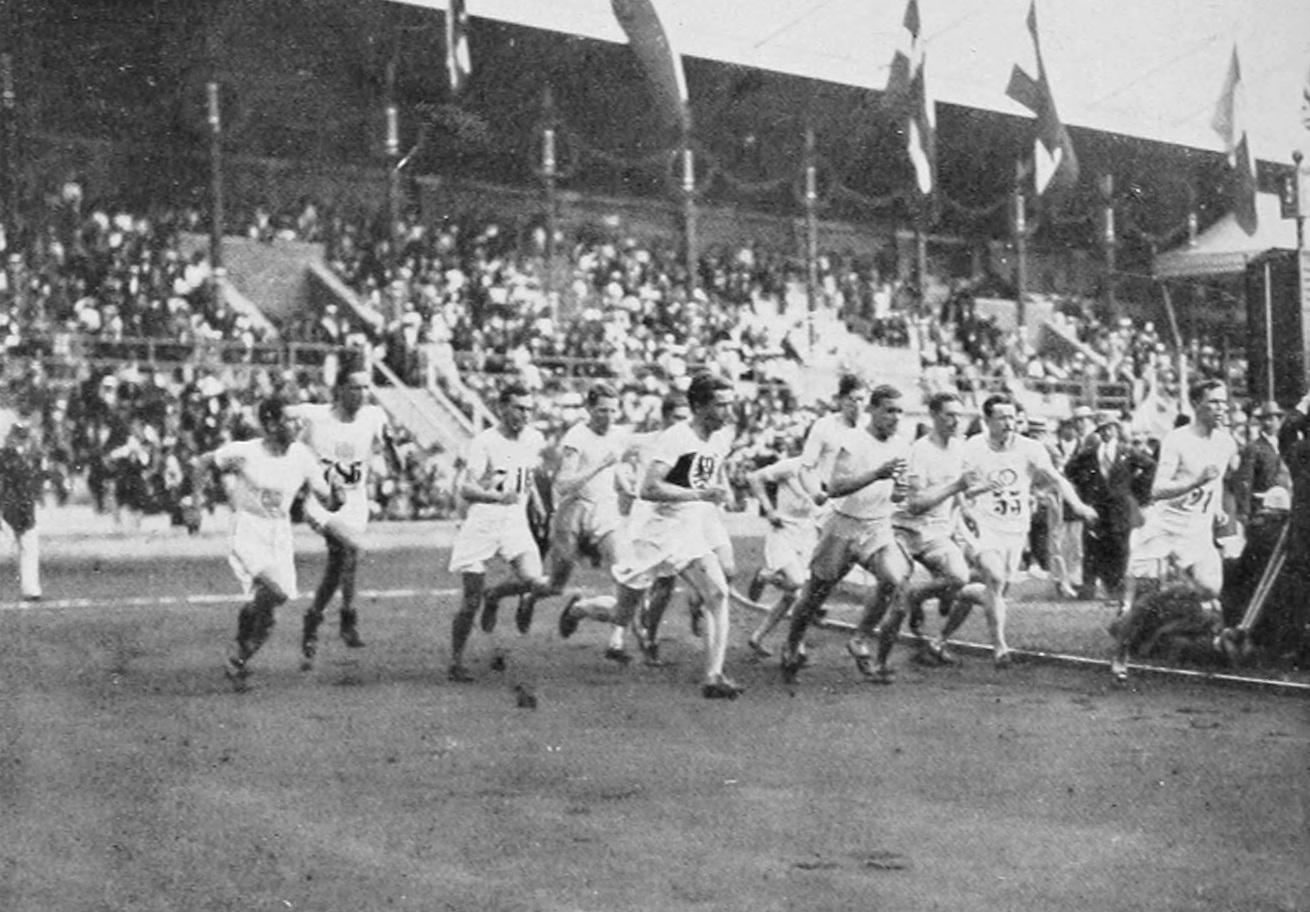
Inici de la final.

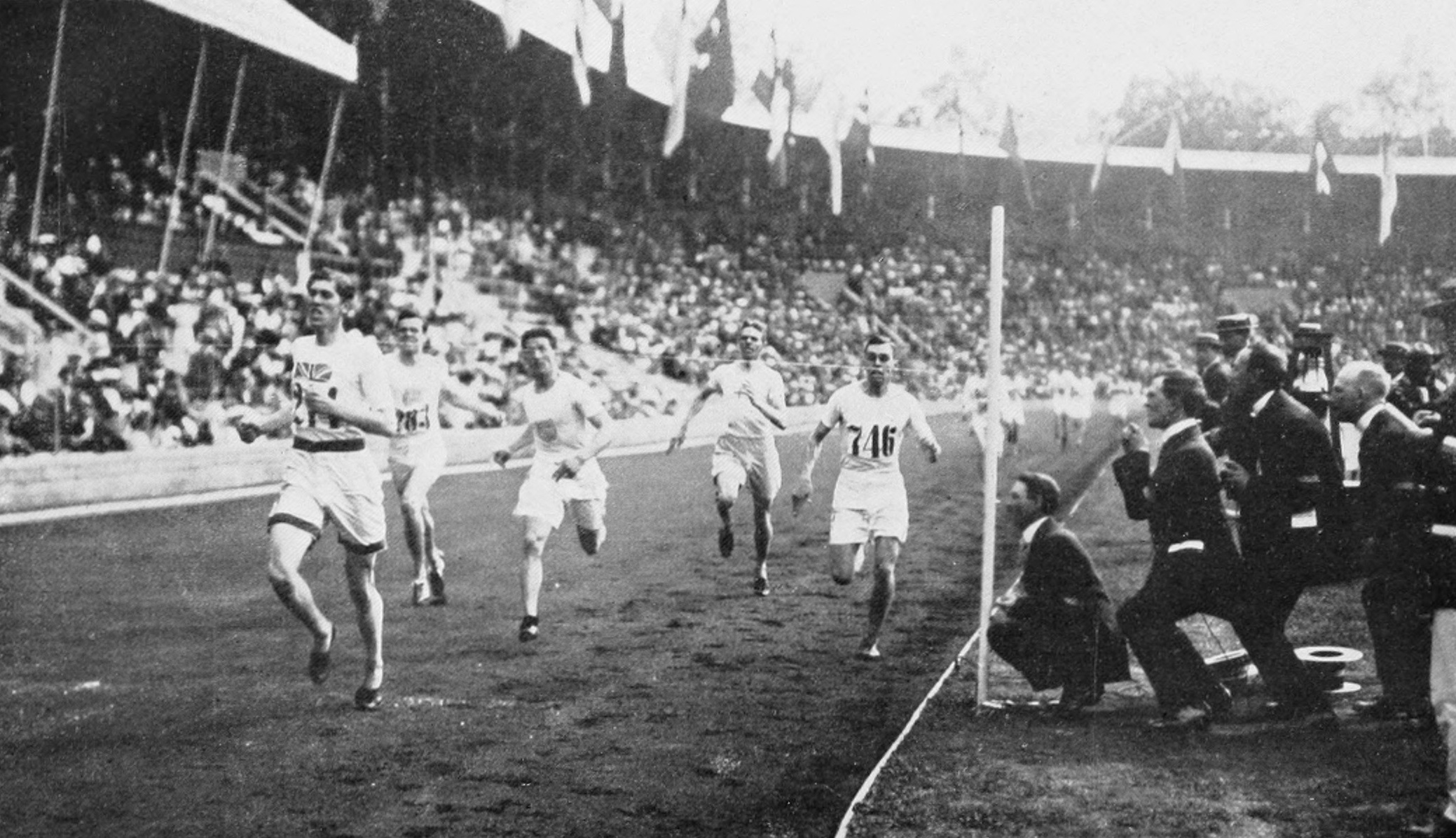
Arribada de la final, amb Arnold Jackson establint un nou rècord olímpic.

Els 1.500 metres masculins van ser una de les proves del programa d'atletisme disputades durant els Jocs Olímpics d'Estocolm de 1912. La prova es va disputar en dos dies, el dimarts 9 i el dimecres 10 de juliol, i hi van prendre part 45 atletes de 14 nacions diferents.
Arnold Jackson guanyà la final per una dècima de segon per davant d'un trio estatunidenc, que eren els grans favorits. Fou considerada «la millor cursa mai disputada». Amb 21 anys, Jackson era i encara és el guanyador més jove d'aquesta prova en la història dels Jocs Olímpics.

## Medallistes
| Or                   | Plata             | Bronze             |
| Arnold Jackson (GBR) | Abel Kiviat (EUA) | Norman Taber (EUA) |

## Rècords
Aquests eren els rècords del món i olímpic que hi havia abans de la celebració dels Jocs Olímpics de 1912.
| Rècord del Món | 3' 55.8"     | Abel Kiviat    | Cambridge (EUA) | 8 de juny de 1912    |
| Rècord Olímpic | 4' 03.4" (*) | Norman Hallows | Londres (ENG)   | 13 de juliol de 1908 |
| Rècord Olímpic | 4' 03.4" (*) | Mel Sheppard   | Londres (ENG)   | 13 de juliol de 1908 |

(*) La pista tenia una circumferència de 536,45 metres, o sigui 1⁄3 de milla.
Abel Kiviat finalitzà la semifinal amb un temps de tan sols un segon per sota del vigent rècord olímpic de 4' 03.4". Fins a set finalistes tenien possibilitats de millorar aquell temps a la final. Kiviat acabà segon rere Arnold Jackson, que establí un nou rècord olímpic amb un temps de 3' 56.8".

## Resultats

### Sèries
Totes les sèries es van disputar el dimarts 9 de juliol de 1912. Passen a la final els dos primers de cada sèrie.
Semifinal 1
| Posició | Atleta              | Temps  | Qual. |
| ------- | ------------------- | ------ | ----- |
| 1       | Mel Sheppard (EUA)  | 4:27.6 | QF    |
| 2       | Louis Madeira (EUA) | 4:27.9 | QF    |
| 3       | Albert Hare (GBR)   | 4:39.4 |       |

Semifinal 2
| Posició | Atleta               | Temps        | Qual. |
| ------- | -------------------- | ------------ | ----- |
| 1       | Norman Taber (EUA)   | 4:25.5       | QF    |
| 2       | Philip Baker (GBR)   | 4:26.0       | QF    |
| 3       | Georg Amberger (GER) | 4:27.0       |       |
| 4-5     | Teofil Savniky (HUN) |              |       |
| 4-5     | Rūdolfs Vītols (RUS) |              |       |
| —       | Dmitri Nazarov (RUS) | No finalitza |       |

Semifinal 3
| Posició | Atleta                 | Temps        | Qual. |
| ------- | ---------------------- | ------------ | ----- |
| 1       | Abel Kiviat (EUA)      | 4:04.4       | QF    |
| 2       | Henri Arnaud (FRA)     | 4:05.4       | QF    |
| 3       | Norman Patterson (EUA) | 4:05.5       |       |
| 4       | John Tait (CAN)        |              |       |
| 5       | Ferenc Forgács (HUN)   |              |       |
| 6-7     | François Delloye (BEL) |              |       |
| 6-7     | Jacob Pedersen (NOR)   |              |       |
| —       | Edward Owen (GBR)      | No finalitza |       |

Semifinal 4
| Posició | Atleta                   | Temps  | Qual. |
| ------- | ------------------------ | ------ | ----- |
| 1       | Arnold Jackson (GBR)     | 4:10.8 | QF    |
| 2       | John Paul Jones (EUA)    | 4:12.4 | QF    |
| 3       | John Victor (RSA)        | 4:12.7 |       |
| 4       | Lewis Anderson (EUA)     |        |       |
| 5       | Oscar Larsen (NOR)       |        |       |
| 6       | Arnolds Indriksons (RUS) |        |       |
| 7       | Alfrēds Ruks (RUS)       |        |       |

Semifinal 5
| Posició | Atleta                   | Temps        | Qual. |
| ------- | ------------------------ | ------------ | ----- |
| 1       | John Zander (SWE)        | 4:05.5       | QF    |
| 2       | Evert Björn (SWE)        | 4:07.2       | QF    |
| 3       | Herbert Putnam (EUA)     | 4:07.6       |       |
| 4       | Richard Yorke (GBR)      |              |       |
| 5       | Georg Mickler (GER)      |              |       |
| 6       | Aleksandr Elizarov (RUS) |              |       |
| 7       | Nikolay Kharkov (RUS)    |              |       |
| —       | Charles Ruffell (GBR)    | No finalitza |       |

Semifinal 6
| Posició | Atleta                  | Temps        | Qual. |
| ------- | ----------------------- | ------------ | ----- |
| 1       | Erwin von Sigel (GER)   | 4:09.3       | QF    |
| 2       | Oscar Hedlund (EUA)     | 4:10.8       | QF    |
| 3       | William Moore (GBR)     | 4:11.2       |       |
| 4       | Nils Frykberg (SWE)     | 4:11.2       |       |
| 5-6     | Frederick Hulford (GBR) |              |       |
| 5-6     | Andrejs Krūkliņš (RUS)  |              |       |
| —       | Guido Calvi (ITA)       | No finalitza |       |

Semifinal 7
| Posició | Atleta                 | Temps        | Qual. |
| ------- | ---------------------- | ------------ | ----- |
| 1       | Ernst Wide (SWE)       | 4:06.0       | QF    |
| 2       | Walter McClure (EUA)   | 4:07.3       | QF    |
| 3       | William Cottrill (GBR) |              |       |
| 4       | Matti Harju(FIN)       |              |       |
| 5       | Yevgeni Petrov (RUS)   |              |       |
| —       | Vahram Papazian (TUR)  | No finalitza |       |

### Final
La final es disputà el dimecres 10 de juliol de 1912.
| Posició | Atleta                | Temps     |
| ------- | --------------------- | --------- |
| 1       | Arnold Jackson (GBR)  | 3:56.8 OR |
| 2       | Abel Kiviat (EUA)     | 3:56.9    |
| 3       | Norman Taber (EUA)    | 3:56.9    |
| 4       | John Paul Jones (EUA) | 3:57.2    |
| 5       | Ernst Wide (SWE)      | 3:57.6    |
| 6       | Philip Baker (GBR)    | 4:01.0    |
| 7       | John Zander (SWE)     | 4:02.0    |
| 8       | Walter McClure (EUA)  |           |
| 9-14    | Henri Arnaud (FRA)    |           |
| 9-14    | Evert Björn (SWE)     |           |
| 9-14    | Oscar Hedlund (EUA)   |           |
| 9-14    | Louis Madeira (EUA)   |           |
| 9-14    | Mel Sheppard (EUA)    |           |
| 9-14    | Erwin von Sigel (GER) |           |